# Kardanski ovjes
Kardanski ovjes (po G. Cardanu) je mehanizam kojim se učvršćuje neko fizikalno tijelo, a koji ne sputava njegovo zakretanje na sve strane. Kardanski ovjes se sastoji od triju prstenova, od kojih svaki omogućuje zakretanje oko jedne od triju međusobno okomitih osi. Jedna je od primjena kardanskog ovjesa i održavanje kompasa ili umjetnoga obzora (horizonta) u osnovnom (vodoravnom) položaju, unatoč naginjanju broda ili zrakoplova u kojoj se nalazi.

## Primjena žiroskopa
Svi projektili, na primjer topovske granate, imaju produžen oblik radi lakšeg svladavanja otpora zraka. Da bi se projektili u zraku uvijek gibali vrhom naprijed, oni dobivaju osim početne brzine i rotaciju oko svoje uzdužne osi. Ta se rotacija postiže spiralnim navojima s unutarnje strane cijevi zbog kojih projektil dobiva oko 70 okretaja u sekundi. U zrako praznom prostoru (vakuum) takav bi projektil stalno zadržao nepromijenjen pravac svoje slobodne osi i ne bi udario na cilj svojim vrhom. Međutim, u zraku djeluje na prednji dio projektila otpor zraka, zbog čega granata vrši precesiju oko tangente na stazu. Posljedica toga je da granata udari na cilj svojim vrhom. 
Žiroskopski učinak osjeća se također kod svih rotacijskih strojeva pri nagloj promjeni pravca njihove osi. To se naročito jako izražava kod zrakoplova čija elisa predstavlja jedan žiroskop. Kod zrakoplova kome se elisa okreće udesno, pri zaokretu nalijevo žiroskopski učinak uzrokuje podizanje prednjeg, a spuštanje zadnjeg dijela zrakoplova. Suprotna je stvar kad zrakoplov ulazi u desni zaokret. 
Žiroskop se primjenjuje pri kormilarenju torpeda u moru. Skrene li torpedo iz bilo kojeg razloga s pravca u kome je ispaljen, žiroskop stavlja u pokret jedan motor koji torpedo vraća natrag preko kormila u njegov smjer i po pravcu i po dubini. 
Žiroskopi od nekoliko tona upotrebljavaju se za sprječavanje ljuljanja velikih prekooceanskih brodova. Takav žiroskop svojom precesijom prigušuje njihanje broda oko njegove uzdužne osi, a zove se Schlickov zvrk (Ernst Otto Schlick). Takvim zvrkom su se kod nekih brodova amplitude ljuljanja od 35° smanjile na 1°.
Žiroskop se primjenjuje kod zrakoplova za stvaranje takozvanog umjetnog obzora ili horizonta, koji omogućuje let u magli i noću, te pokazuje pilotu svaki nagib i skretanje zrakoplova.
Najvažnija primjena žiroskopa je kod žirokompasa koji služi na brodovima i zrakoplovima za navigaciju. Zemlja je također jedan veliki zvrk, pa zvrk s vodoravnom osi koji se vrti na Zemlji nastoji uvijek doći u takav položaj da mu os bude paralelna sa Zemljinom. Prema tome, takav se zvrk uvijek postavlja u smjer sjever-jug. Tehničko izvođenje takvog kompasa je tako provedeno da on s vodoravnom (horizontalnom) osi pliva na živi i čini oko 350 okretaja u sekundi. Od matice se podaci prenose električnim putem na takozvane izvedene kompase koji nemaju zvrk. Zvrk je obično smješten u najdubljem dijelu broda i zove se kompas matica, a dobiva pogon od elektromotora.

## Vanjske poveznice
|  | Zajednički poslužitelj ima još gradiva o temi Kardanski ovjes |